# Siphunculina
Siphunculina là một chi ruồi nhỏ được gọi là ruồi mắt nhiệt đới. Chúng thường đậu vào mắt người và các loài động vật có xương sống khác để ăn nước mắt và bằng cách làm như thế chúng gây khó chịu và lan truyền các bệnh truyền nhiễm cho mắt hay làm mắt bị thương..

## Các loài
- S. aenea Macquart, 1835
- S. aureopilosa Séguy, 1938
- S. aureosetosa Nartshuk, 1992
- S. breviseta Malloch, 1924
- S. corbetti Duda, 1936
- S. fasciata Cherian, 1971
- S. freyi Sabrosky, 1957
- S. funicola Meijere, 1905
- S. intonsa Lamb, 1918
- S. lobeliaphila Sabrosky, 1951
- S. loici Nartshuk, 2001
- S. lurida Enderlein, 1911
- S. manipurensis Cherian, 1977
- S. matilei Nartshuk, 2001
- S. mediana Becker, 1912
- S. minima Meijere, 1908
- S. montana Spencer, 1977
- S. nidicola Nartshuk, 1971
- S. nitidissima Kanmiya, 1982
- S. ornatifrons Loew, 1858
- S. peraspera Séguy, 1957
- S. punctifrons Sabrosky, 1954
- S. quinquangula Loew, 1873
- S. sharmai Cherian, 1977
- S. stackelbergi Duda, 1933
- S. stigmatica Kanmiya, 1994
- S. striolatus Wiedemann, 1830
- S. ulceria Cherian, 1971

Danh sách này không đầy đủ, bạn cũng có thể giúp mở rộng danh sách.